# Иверская часовня
И́верская часо́вня — часовня со списком Иверской иконы Божией Матери у Воскресенских ворот в Москве, ведущих на Красную площадь (конец XVII — начало XIX века, разрушена в 1929 году, воссоздана в 1994—1995 годах).

## Первая часовня
Впервые точный список с Иверской иконы Божией Матери был привезён с Афона в Москву 13 октября 1648 года и временно помещён в греческом Никольском монастыре. Спустя некоторое время его отправили в Валдайский Иверский монастырь (последнее упоминание о нахождении точного списка относится к 1913 году в Смоленском соборе Новодевичьего монастыря), а для Москвы по повелению Алексея Михайловича монастырю заказали сделать точную копию с привезённого из Афона списка. Прибывший в Москву список, сделанный русскими иконописцами, поместили при триумфальных Неглиненских воротах Китай-города, через которые традиционно совершались въезды русских царей на Красную площадь. В 1669 году эти ворота были перестроены и названы Воскресенскими. Для защиты иконы от ветра и дождя был сделан небольшой деревянный навес, а позже в 1680 году воздвигли часовню, где служили монахи Иверской общины.

## Здание Казакова — Гонзаго
Деревянная часовня перестраивалась в 1746 году, а окончательный вид приобрела в 1791 году, когда её перестроил в камне архитектор Матвей Казаков. После разорения 1812 года восстановлена как памятник победы над Наполеоном, художник Пьетро Гонзаго выполнил внутренние и наружные украшения часовни, наверху была установлена позолоченная фигура ангела с крестом. Голубой купол часовни был усыпан звёздами. Часовня вмещала не более пятидесяти человек. Была приписана к Николо-Перервинскому монастырю.

## Часовня в XIX — начале XX века

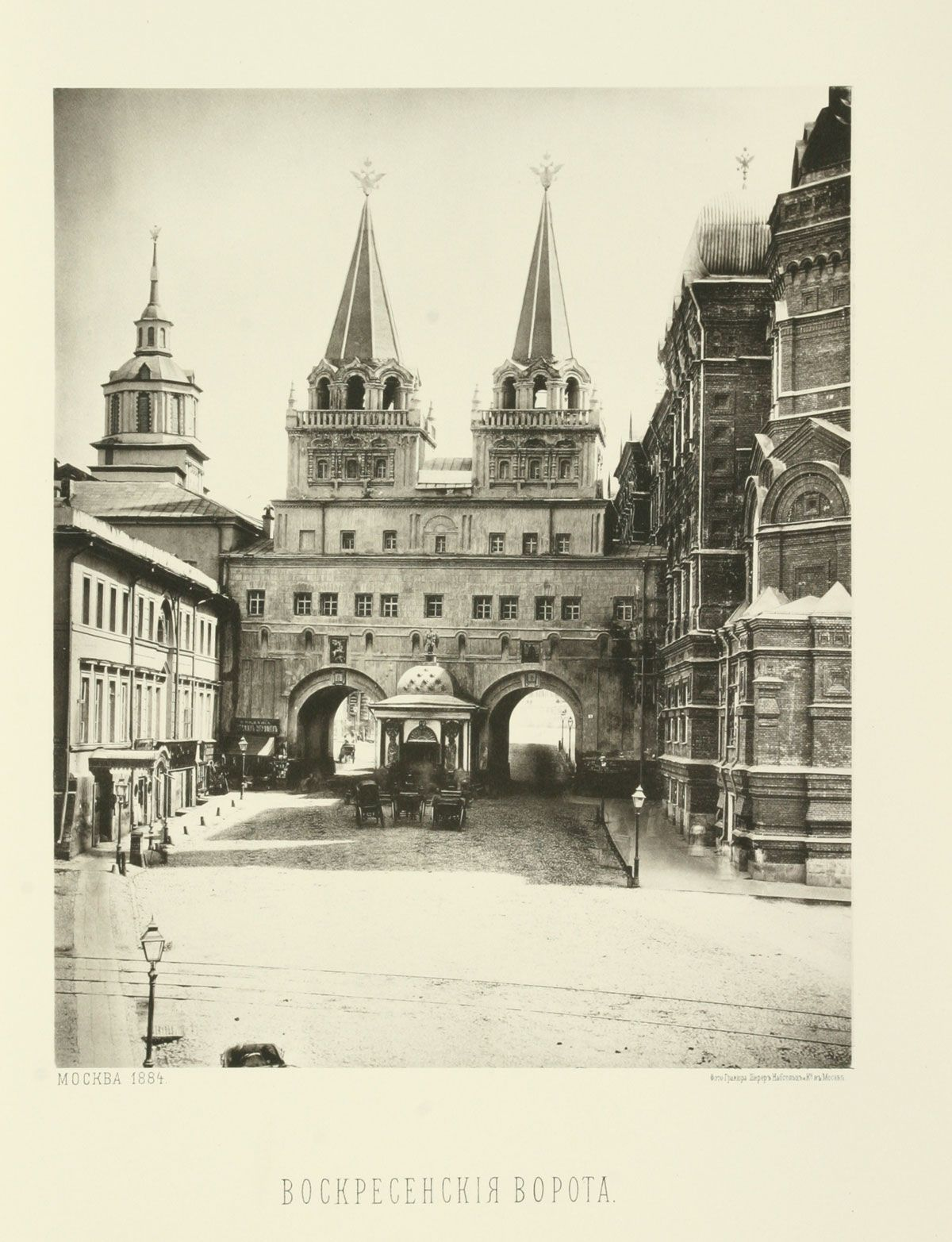
Воскресенские (Иверские) ворота с Иверской часовней. 1884 г.

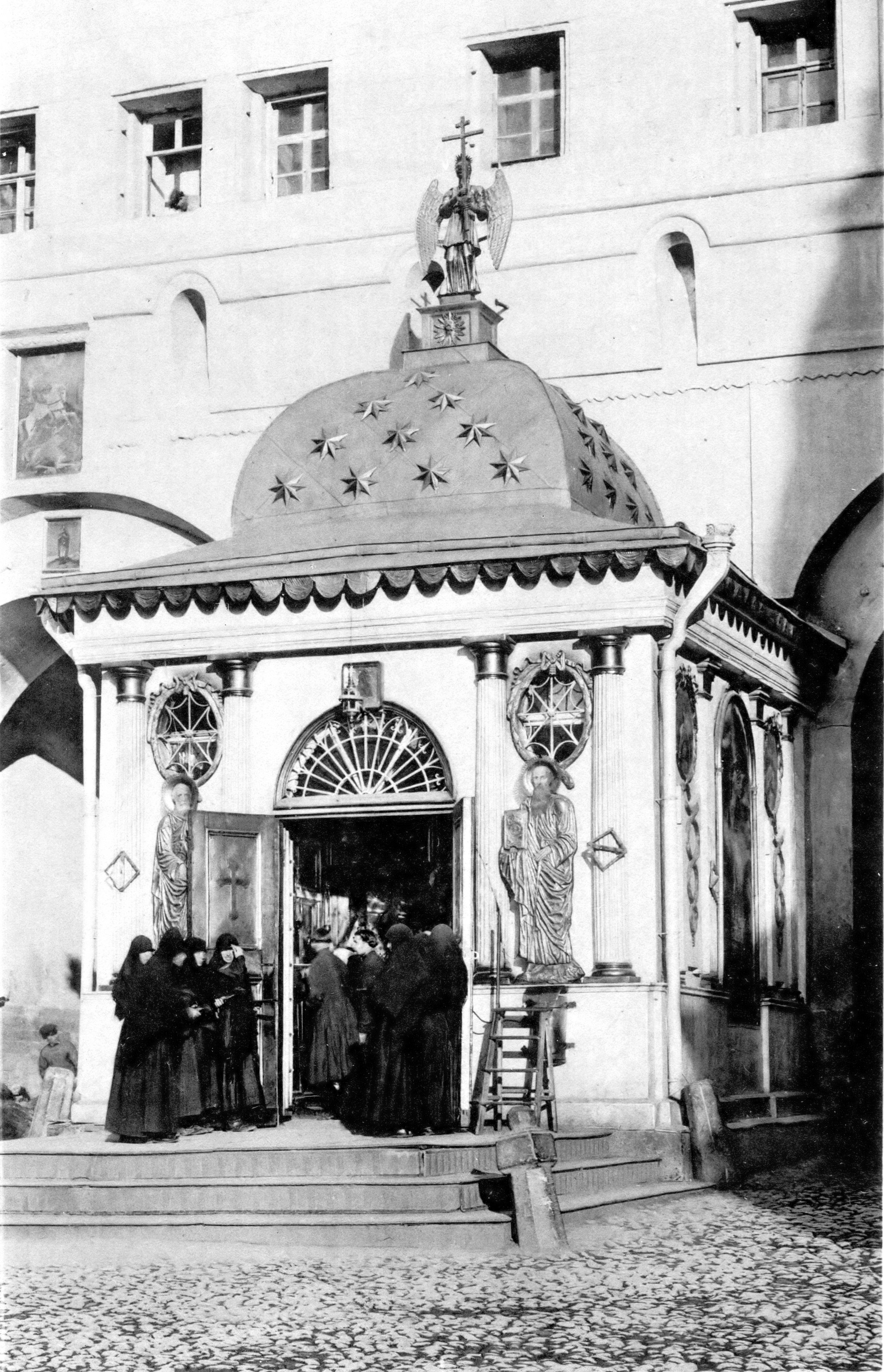
Фото начала XX века

По традиции, всякий, идущий на Красную площадь или Кремль, перед входом в ворота прикладывался к иконе, под воротами мужчинам полагалось проходить без шапки. Часто Иверскую икону в особых каретах возили по домам москвичей, просивших отслужить молебен у постелей больных или просто под своим кровом. Чтобы часовня не пустовала, был сделан точный список с иконы, который замещал её во время отсутствия. Тесный храм, открытый круглые сутки, всегда был заполнен молящимися. Часовня упоминается в произведениях Льва Толстого, Ивана Бунина, Ивана Шмелёва, Герберта Уэллса, Марины Цветаевой:
А вон за тою дверцей,

Куда народ валит, —

Там Иверское сердце

Червонное горит.
Маркиз Астольф де Кюстин в книге «Россия в 1839 году» свидетельствует, что икону почитали и неправославные москвичи, в частности, итальянцы-католики, утверждавшие, что «эта мадонна творит истинные чудеса». Нередким было карманное воровство в переполненном храме, о чём иронически писал поэт XIX века Николай Щербина:
Здесь воздух напоен дыханием молитвы.

Сюда мошенники приходят для ловитвы.

Здесь умиление — без носовых платков

И благочестие — нередко без часов.

## Изъятие ценностей и уничтожение

Место снесенной Иверской часовни, 1929 год

После прихода к власти большевиков для Иверской часовни наступили тяжёлые времена. К первому празднику первого мая в Советской России декретом СНК от 14 апреля 1918 года было предписано подготовить декорирование города. Возле часовни на стене Городской думы были помещёны красная пятиконечная звезда и доска с лозунгом «Религия есть опиум для народа». В ночь на 28 апреля 1918 года часовня была ограблена, из неё были похищены ценные дары, привешенные к иконе по обету, а также пытались украсть драгоценный оклад с главной чудотворной иконы. Милиция не нашла грабителей. Николо-Перервинский монастырь был закрыт, и монахи, обслуживающие часовню, жившие в доме бывшего Губернского правления, были выселены. Образовавшаяся община верующих при часовне заключила договор с Моссоветом, по которому верующие получали право использовать её. Во время кампании изъятия церковных ценностей в 1922 году из часовни были изъяты вся утварь, оклады, ризы, сосуды, кресты, украшенные драгоценными камнями и почти все иконы, включая и саму почитаемую чудотворную Иверскую икону. 19 апреля 1922 года из часовни были похищены многочисленные драгоценности. Перед Рождеством Христовым 1923 года на площади перед Иверской часовней силами комсомольской атеистической пропаганды была проведена акция, пародирующая церковные службы и традиции, закончившаяся большим костром перед часовней, в котором сожгли святыни. В 1928 году по инициативе Емельяна Ярославского, руководителя атеистической пропаганды, было принято решение о сносе Воскресенских ворот и Иверской часовни. Часовню закрыли и снесли за одну ночь — с 28 на 29 июля 1929 года. На её месте ненадолго была поставлена фигура рабочего, а уже в 1931 году были снесены Воскресенские ворота.
По одним данным, Иверская икона была перенесёна в храм Воскресения Христова в Сокольниках, где находится и поныне на левом клиросе северного придела. Пётр Паламарчук говорил, что московские старожилы неоднократно подтверждали ему, что в храме находится именно подлинник списка Иверской иконы, привезённый из Афона. По другим же сведениям, в храм попал список с чудотворной иконы, заменявший икону в часовне во время её отсутствия, а главная пропала при разрушении часовни. Комсомольский поэт Александр Жаров в 1933 году, «отвечая» Щербине, писал: «Ах, нет, поэт! / Все в вихре изменения, / Мошенничий / Мы выжигаем след. / Ловитвы нет, / Нет густоты моленья… // А главное — / Часовни нет».

## Восстановление

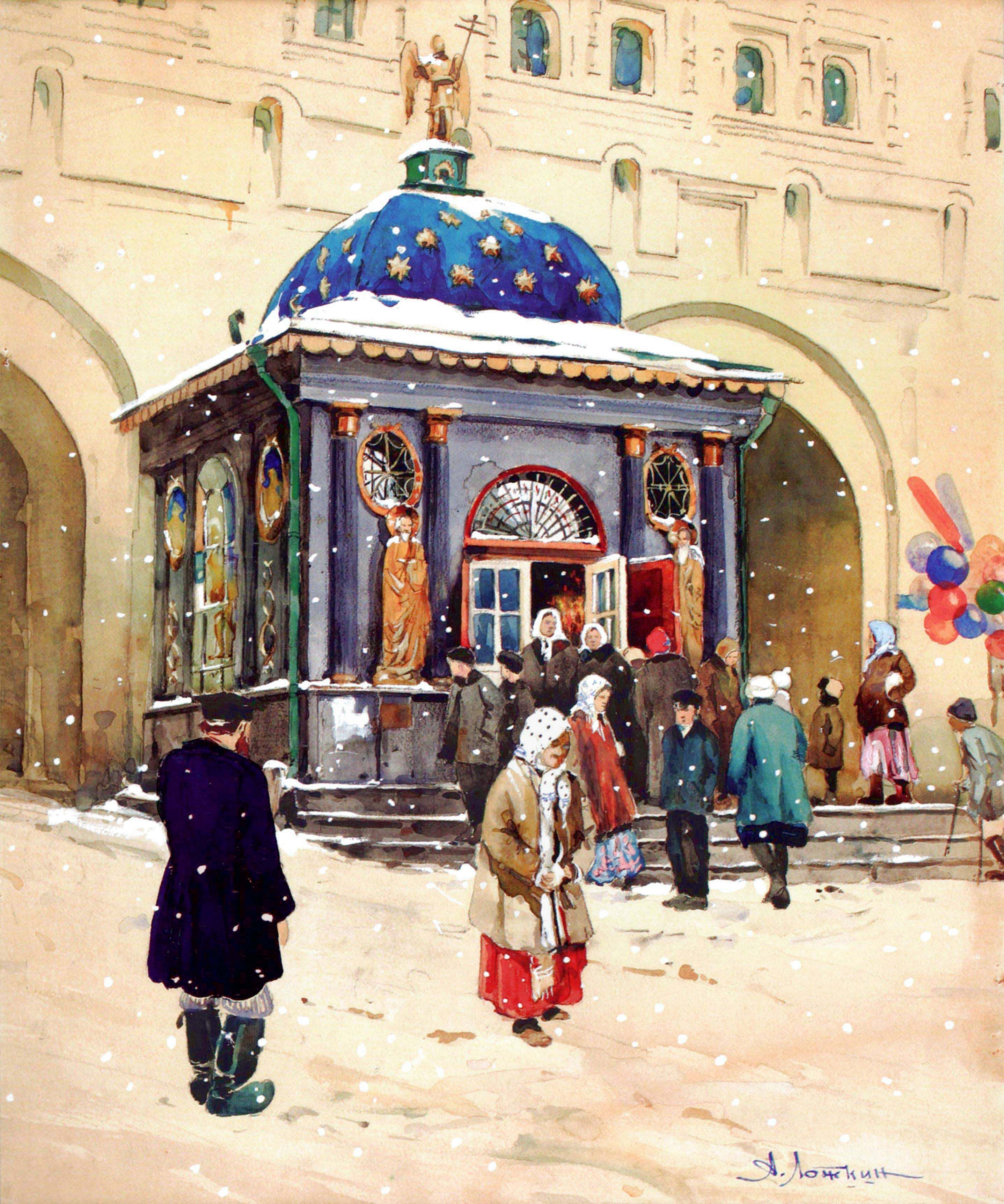
Иверская часовня у Воскресенских ворот, Александр Ложкин, 1908

4 ноября 1994 года патриарх Алексий II освятил закладку Иверской часовни и Воскресенских ворот, они были восстановлены по решению московского правительства (автор проекта — архитектор О. И. Журин, автор фигур апостолов Петра и Павла и архангела Михаила — скульптор Юрий Иванов). В Иверском монастыре на Афоне был сделан новый список Иверской иконы, и 25 октября 1995 года часовня вновь была открыта.
Ежедневно раз в два часа с восьми часов утра до восьми вечера в часовне совершаются молебны с чтением акафиста Пресвятой Богородице. Служит всё московское духовенство поочерёдно. Этот новый образ уже прославился многими чудесами.

## Копии часовни, построенные в других городах

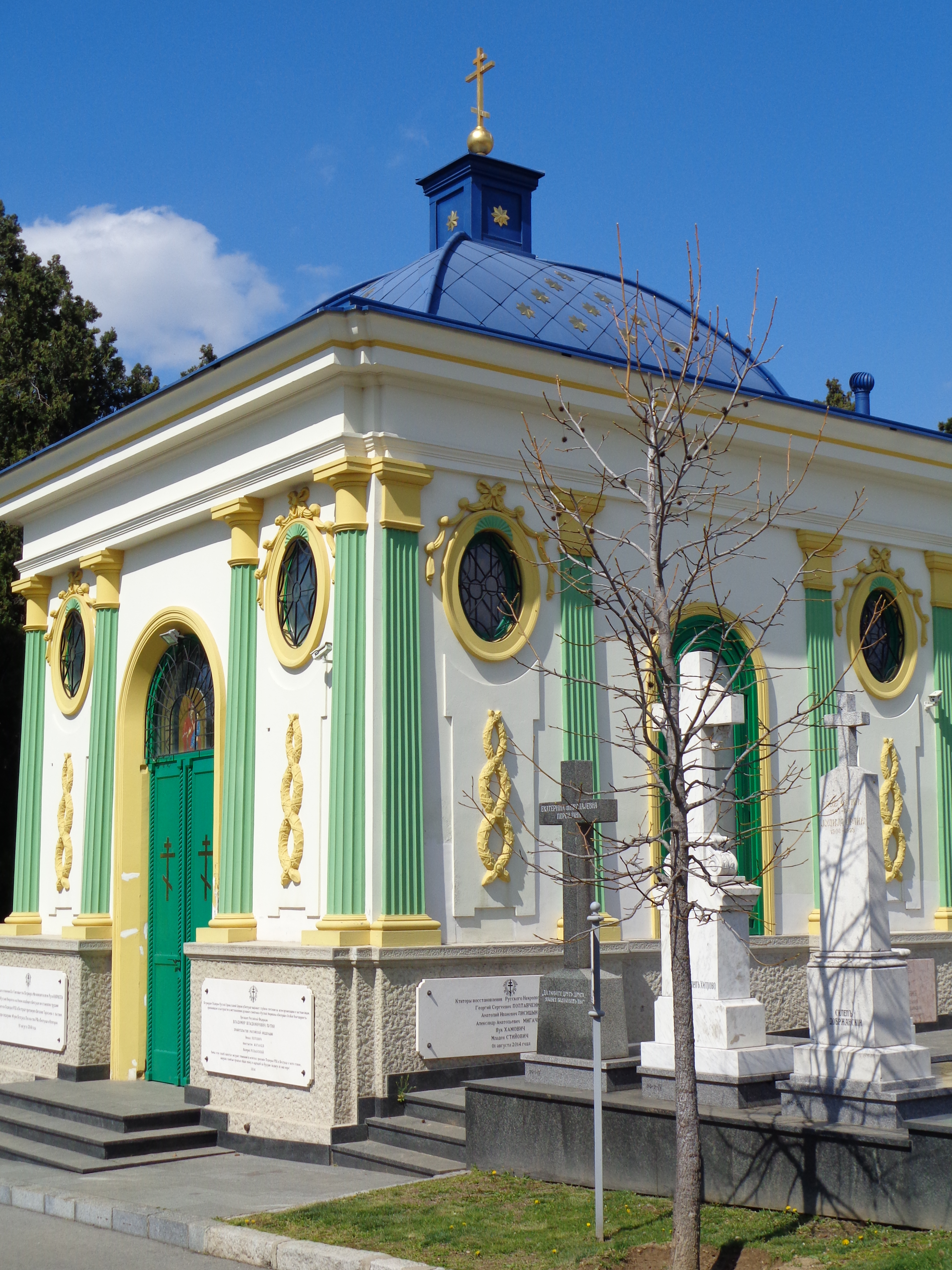
Иверская часовня на Новом кладбище в Белграде

- Точная копия Иверской часовни была открыта в Томске в 1858 году. В 1932 году было решено её закрыть и снести, а на её месте устроить площадь или разбить сквер. В 2002 году часовня была восстановлена. На открытии часовни присутствовал Патриарх Московский и всея Руси Алексий II.

- Копия Иверской часовни[серб.] была открыта русскими эмигрантами в 1931 году на Новом кладбище в Белграде. Часовня в Белграде была заброшена много лет, но полностью отреставрирована в августе 2014 года.

- В 1933 году копия Иверской часовни была построена в Харбине в ограде Никольского собора. В 1966 году в разгар «культурной революции» часовня, как и сам собор, была полностью разрушена[6].